# Flugplatz Ober-Mörlen

i7
i11
i13

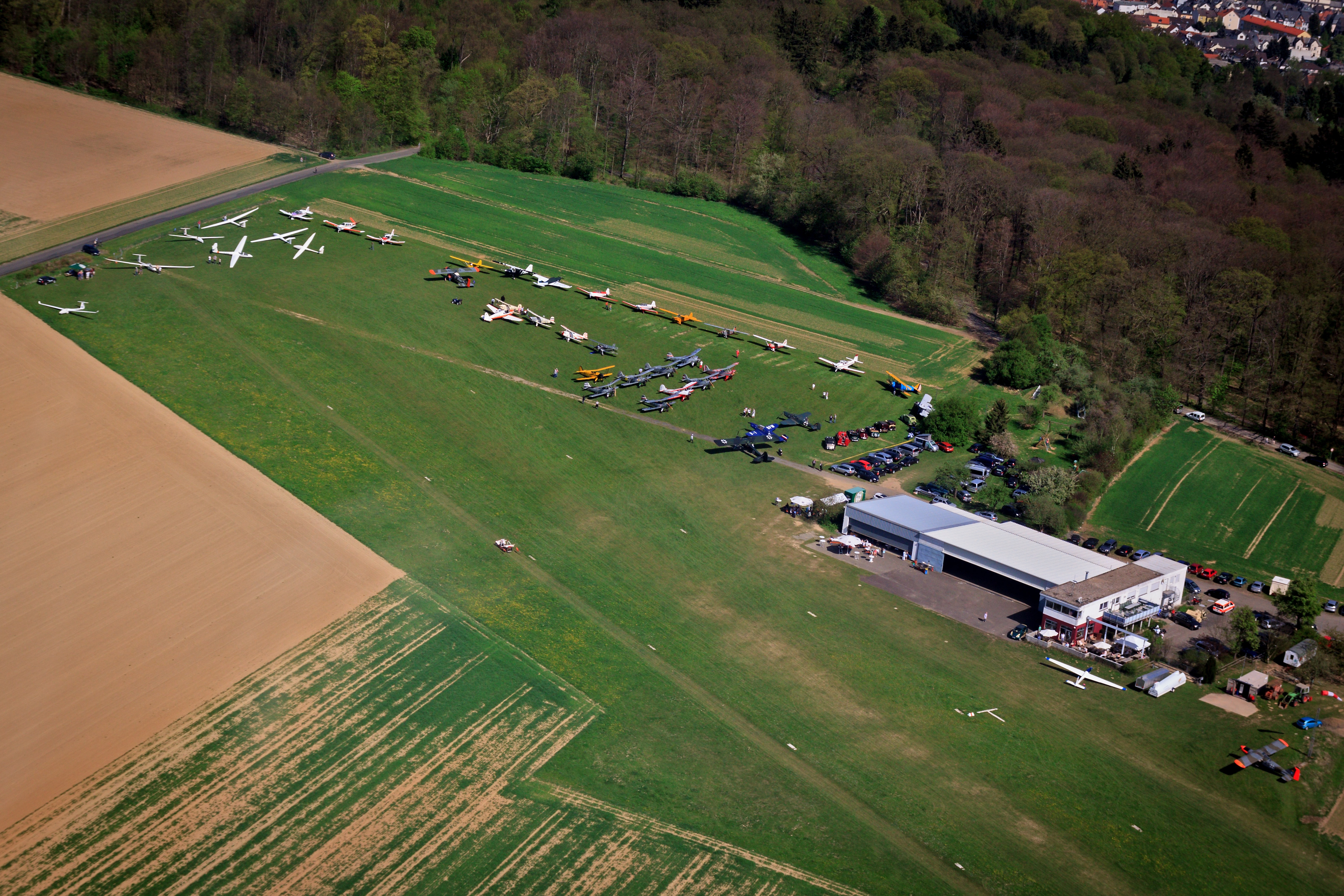
Flugzeuge und Hangars auf dem Flugplatz Ober-Mörlen

Der Flugplatz Ober-Mörlen (ICAO-Code: EDFP) ist ein Sonderlandeplatz am Ostrand des Taunus auf dem Johannisberg. Er liegt rund zwei Kilometer westlich von Bad Nauheim und ebenfalls rund zwei Kilometer südöstlich von Ober-Mörlen. Der Sonderlandeplatz ist seit 1974 die Heimat des Aeroclub Bad Nauheim, der zuvor seit 1954 seinen Heimatflugplatz auf einem ehemaligen Militärflugplatz in Ockstadt hatte.
Für die Landung auf dem Sonderlandeplatz ist eine vorherige Genehmigung erforderlich.

## Zugelassene Luftfahrzeuge
Auf dem Sonderlandeplatz Ober-Mörlen dürfen Segelflugzeuge, selbststartende Motorsegler und Luftfahrzeuge bis zu einem Höchstabfluggewicht von zwei Tonnen starten und landen. Hubschrauber bis zu einem maximalen Abfluggewicht von 5,7 Tonnen sind ebenfalls zulässig. Eine Genehmigung zum Betrieb von Luftsportgeräten, wie zum Beispiel Ultraleichtflugzeugen oder Hängegleitern, liegt nicht vor.

## Flugbetrieb
Flugbetrieb findet auf dem Flugplatz vornehmlich an Wochenenden und an Feiertagen statt. Bei den Flügen handelt es sich sowohl um Ausbildungsflüge als auch um Streckenflüge oder Kunstflüge. Motorflug stellt gemessen an der Summe der Starts und Landungen auf dem Flugplatz die Minderheit dar.

## Ausbildung
Der Aeroclub Bad Nauheim bietet auf dem Sonderlandeplatz die Ausbildung an, die zum Führen eines Segelflugzeuges berechtigt. Die Ausbildung zum Führen von Motorseglern und Motorflugzeugen wird ebenfalls angeboten.

## Veranstaltungen
Auf dem Flugplatz findet in zweijährigem Turnus der Tag der offenen Tür statt. Bei der Veranstaltung handelt es sich um einen Flugtag, bei dem ein großes Spektrum der Sportfliegerei vorgeführt wird. Es werden Segelflüge, Kunstflüge, historische Flugzeuge, Fallschirmsprünge und Modellflug vorgeführt. Ebenso wird eine Bewirtung und Souvenirs angeboten. In Kooperation mit der Bundeswehr war bereits mehrfach eine EC 135 zu Gast. Im Jahre 2016 überflogen einen Tag vor der Eröffnung der Flugschau zwei Eurofighter Typhoon und zwei Panavia Tornado den Flugplatz.

## Besonderheiten
Auf dem Flugplatz finden regelmäßig Segel- und Motorkunstflüge statt. Der Swift S-1 von Martina Kirchberg ist dort stationiert. Sie ist Mitglied im Aeroclub Bad Nauheim. Ebenso wird Motorkunstflug mit historischen und modernen Motorflugzeugen betrieben. Zu diesem Zweck sind um den Flugplatz herum mehrere Kunstflugboxen eingerichtet.
Alte und teilweise sehr seltene Motorflugzeuge aus den 1930er- bis 1960er-Jahren sind regelmäßig auf dem Flugplatz zu sehen und dort stationiert. Dazu gehören unter anderem eine Piaggio P.149 und eine Beechcraft Bonanza mit originalem V-Leitwerk, eine historische Focke-Wulf Fw 44 aus dem Jahre 1937, eine Boeing Stearman aus dem Jahre 1942, eine Orličan L-40 und zwei Piper Cub. Eine seltene Jodel D140 und Bücker Bü 131 gehören zu den regelmäßigen Gästen auf dem Flugplatz und können gelegentlich gesehen werden. 
Ebenso sind einige historische und seltene Segelflugzeuge auf dem Flugplatz stationiert. Dazu gehören die Muster K 7 und Ka 6 des Herstellers Schleicher sowie ein Grunau Baby. Eine seltene Neukom Elfe S4 und ein Focke-Wulf Kranich III sind ebenfalls in Ober-Mörlen stationiert. Auch ein historischer Motorsegler des Typs Fournier RF 4 ist in Ober-Mörlen stationiert.
Der Streckensegelflug und die Teilnahme an Segelflugwettbewerben im Streckenflug und Kunstflug genießen bei den Piloten einen hohen Stellenwert. Es werden regelmäßig Erfolge auf dezentralen Wettbewerben wie dem Online Contest und auch auf zentralen Wettbewerben erflogen.
Auf dem Flugplatz befindet sich ein Restaurant mit angeschlossener Besucherterrasse mit Blick auf die Start- und Landebahn.